# Âm nhạc của Minecraft
Âm nhạc của trò chơi điện tử Minecraft chủ yếu được sáng tác bởi nhạc sĩ người Đức Daniel Rosenfeld, hay còn được biết đến với cái tên C418. Trong phiên bản Legacy Console Edition của trò chơi, có 129 bài hát bổ sung có sẵn trong 7 DLC khác nhau cho trò chơi, do Gareth Coker sáng tác. Sau này trong lịch sử trò chơi, Lena Raine và Tanioka Kumi đã sáng tác một số bản nhạc cho trò chơi.
Nhạc nền của trò chơi chủ yếu là nhạc ambient và được các nhà phê bình khen ngợi.; vào năm 2011, blog trò chơi điện tử Kotaku đã chọn nhạc phim là một trong những nhạc phim hay nhất của trò chơi điện tử năm đó.
Nhạc nền của Minecraft được phát hành trên 5 album nhạc phim gồm Minecraft - Volume Alpha (2011) và Minecraft - Volume Beta (2013) của C418, Minecraft: Nether Update (Original soundtrack) (2020), Minecraft: Caves & Cliffs (Original soundtrack) (2021) và Minecraft: Wild Update (Original soundtrack) (2022) của Lena Raine, Minecraft: Trails and Tails (Original soundtrack) của Aaron Cherof và Minecraft: Tricky Trials (Original soundtrack) của cả ba nhạc sĩ Lena Raine, Aaron Cherof, Samuel Åberg cũng như các bản nhạc khác có trong đoạn giới thiệu và các nhạc cụ không có trong bản phát hành cuối cùng của trò chơi.
Vào năm 2015, Rosenfeld đã gợi ý về một album thứ ba tiềm năng sắp ra mắt cho nhạc phim của Minecraft. Vào năm 2017, Rosenfeld xác nhận việc phát hành trong tương lai, tuyên bố rằng album "vẫn còn lâu mới hoàn thành".

## Bối cảnh

### C418
Nhạc sĩ người Đức Daniel Rosenfeld đã làm nhạc từ khi mới 15 tuổi dưới cái tên C418, và đã bị ảnh hưởng bởi các tác phẩm điện tử của Aphex Twin. Từ năm 2007, anh trở nên hoạt động tích cực trên cộng đồng game indie trực tuyến TIGSource, nơi anh gặp gỡ Markus Persson, khi đó Persson vẫn đang ở giai đoạn sơ khai phát triển Minecraft. Rosenfeld được cho tự do sáng tạo để tạo ra bản nhạc nền cho bản demo công nghệ, và quyết định tạo ra âm nhạc không gian nhớ đến các tác phẩm của Brian Eno và Vangelis. Anh quan tâm đến "những trò chơi có âm nhạc khiến bạn bất ngờ hoàn toàn," và dẫn chứng Dwarf Fortress làm nguồn cảm hứng. Do đó, Rosenfeld muốn "tạo ra một cái gì đó hữu cơ và một phần điện tử, một phần âm thanh" cho Minecraft. Hơn nữa, phong cách tối giản của bản nhạc nền cũng do hạn chế kỹ thuật, vì anh thừa nhận rằng trò chơi "có một hệ thống âm thanh tồi tệ."
Persson đã chọn Rosenfeld làm nhạc nền cho Minecraft, điều này có nghĩa là nghệ sĩ vẫn giữ sở hữu của tất cả nhạc mà ông đã làm cho Minecraft. Cả hai album nhạc nền cũng chứa nhạc không dành cho trò chơi, "mở rộng album thành một tác phẩm thống nhất hơn có thể được phát nhạc một mình."

### Lena Raine
Vào năm 2020, nhà soạn nhạc người Mỹ Lena Raine đã được Mojang Studios liên lạc để soạn nhạc cho bản cập nhật "Nether Update" trong Minecraft. Trước đó, cô đã xử lý nhạc nền cho trò chơi video Celeste (2018), và vừa phát hành album phòng thu đầu tiên của mình Oneknowing (2019). Trong quá trình soạn nhạc cho Minecraft, cô cảm thấy "sức ép vô cùng lớn" để mang lại do "bản nhạc được đánh giá rất cao" đã có sẵn trong trò chơi. Sau khi gửi một bản demo, mục tiêu của cô với nhạc nền "Bản cập nhật Nether" là thử sức đến đâu với "âm thanh của cây đàn piano cho đến khi nó trở nên hoàn toàn khác." Với đóng góp thứ ba vào trò chơi vào năm 2022, Raine viết rằng cô muốn "tập trung phong cách nhạc hơn là sự kết hợp giữa synths và dụng cụ nhạc sống," trong khi vẫn sử dụng "dây đàn, đàn piano, và nhạc cụ gỗ ở một số nơi."

## Phát hành
Danny Baranowsky trước đây đã đề nghị Rosenfeld tải nhạc của mình lên nền tảng âm nhạc trực tuyến Bandcamp. Vào ngày 4 tháng 3 năm 2011, Rosenfeld phát hành album nhạc phim đầu tiên của trò chơi, Minecraft - Volume Alpha, trên tài khoản Bandcamp của mình. Album sau đó được phát hành trên các dịch vụ tải xuống kỹ thuật số khác. Vào ngày 9 tháng 11 năm 2013, Rosenfeld phát hành album nhạc phim thứ hai, Minecraft - Volume Beta. Vào ngày 21 tháng 8 năm 2015, bản phát hành vật lý của Minecraft - Volume Alpha, bao gồm đĩa CD, đĩa nhựa vinyl màu đen và đĩa LP vinyl màu xanh lá cây trong suốt phiên bản giới hạn, được phát hành bởi nhãn hiệu điện tử độc lập nổi tiếng Ghostly International.
Vào năm 2014, các phiên bản Minecraft trên bảng điều khiển đã nhận được nội dung có thể tải xuống chứa nhạc theo chủ đề ngày lễ, cũng do Rosenfeld sáng tác.

### Album của C418

#### Minecraft – Volume Alpha
| Đánh giá chuyên môn | Đánh giá chuyên môn |
| Nguồn đánh giá      | Nguồn đánh giá      |
| Nguồn               | Đánh giá            |
| ------------------- | ------------------- |
| AllMusic            | [ 30 ]              |

Vào ngày 4 tháng 3 năm 2011, C418 phát hành Minecraft - Volume Alpha, album nhạc nền Minecraft đầu tiên và tổng thể là album phòng thu thứ bảy của anh ấy. Album bao gồm hầu hết các bản nhạc có trong trò chơi, cũng như các bản nhạc khác có trong đoạn giới thiệu và nhạc cụ không có trong bản phát hành cuối cùng của trò chơi. Về chủ đề của các bài hát trong Minecraft - Volume Alpha, Rosenfeld đã nói:
| “ | Tôi thích thêm nhiều thứ hơn vào các bài hát trong trò chơi vì tôi cảm thấy rằng người chơi có thể không quan tâm đến việc mua nhạc đã có trong trò chơi. Vì vậy, mở rộng album thành một phần gắn kết hơn có thể tự phát sẽ cảm thấy tốt hơn là chỉ lấy tất cả các tệp âm thanh và ghép chúng vào một album. | ” |

Album đã nhận được nhiều đánh giá tích cực, với Andy Kellman từ AllMusic ca ngợi giá trị chơi lại của nó, nói rằng "không có yếu tố lặp lại nào được phát âm hoặc đủ đơn giản để trở nên mệt mỏi khi chơi lặp lại" Hai bài hát trong album có liên quan đến Oxygène và Équinoxe của Jean-Michel Jarre.
Năm 2022, album được đề cử Top Dance/Electronic Album tại Billboard Music Awards.
| STT              | Nhan đề                  | Thời lượng |
| ---------------- | ------------------------ | ---------- |
| 1.               | "Key"                    | 1:05       |
| 2.               | "Door"                   | 1:51       |
| 3.               | "Subwoofer Lullaby"      | 3:28       |
| 4.               | "Death"                  | 0:41       |
| 5.               | "Living Mice"            | 2:57       |
| 6.               | "Moog City"              | 2:40       |
| 7.               | "Haggstrom"              | 3:24       |
| 8.               | "Minecraft"              | 4:14       |
| 9.               | "Oxygène"                | 1:05       |
| 10.              | "Équinoxe"               | 1:54       |
| 11.              | "Mice on Venus"          | 4:41       |
| 12.              | "Dry Hands"              | 1:08       |
| 13.              | "Wet Hands"              | 1:30       |
| 14.              | "Clark"                  | 3:11       |
| 15.              | "Chris"                  | 1:27       |
| 16.              | "Thirteen"               | 2:56       |
| 17.              | "Excuse"                 | 2:04       |
| 18.              | "Sweden"                 | 3:35       |
| 19.              | "Cat"                    | 3:06       |
| 20.              | "Dog"                    | 2:25       |
| 21.              | "Danny"                  | 4:14       |
| 22.              | "Beginning"              | 1:42       |
| 23.              | "Droopy Likes Ricochet"  | 1:36       |
| 24.              | "Droopy Likes Your Face" | 1:56       |
| Tổng thời lượng: | Tổng thời lượng:         | 59:31      |

| Side A | Side A              | Side A     |
| STT    | Nhan đề             | Thời lượng |
| ------ | ------------------- | ---------- |
| 1.     | "Subwoofer Lullaby" | 3:28       |
| 2.     | "Living Mice"       | 2:57       |
| 3.     | "Moog City"         | 2:40       |
| 4.     | "Haggstrom"         | 3:24       |
| 5.     | "Minecraft"         | 4:14       |
| 6.     | "Clark"             | 3:11       |

| Side B           | Side B           | Side B     |
| STT              | Nhan đề          | Thời lượng |
| ---------------- | ---------------- | ---------- |
| 1.               | "Mice on Venus"  | 4:41       |
| 2.               | "Dry Hands"      | 1:08       |
| 3.               | "Wet Hands"      | 1:30       |
| 4.               | "Sweden"         | 3:35       |
| 5.               | "Cat"            | 3:06       |
| 6.               | "Danny"          | 4:14       |
| Tổng thời lượng: | Tổng thời lượng: | 38:08      |

#### Minecraft – Volume Beta
Vào ngày 9 tháng 11 năm 2013, C418 phát hành Minecraft - Volume Beta, album nhạc nền Minecraft thứ hai và tổng thể là album phòng thu thứ mười của anh ấy. Album bao gồm các bản nhạc mới hơn đã được thêm vào trò chơi sau khi phát hành Minecraft - Volume Alpha, cũng như các bản nhạc khác dành riêng cho album. Các bản nhạc 20 đến 29 bao gồm âm thanh từ 10 trong số 13 "đĩa nhạc" trong trò chơi mà người chơi trò chơi có thể tìm thấy. Album có tông màu tối hơn so với tiền thân của nó; Rosenfeld tuyên bố rằng "âm điệu [của album] vừa tích cực hơn nhưng đôi khi lại rất u ám".
Album hoàn toàn do Rosenfeld tự phát hành và xuất hiện trên bảng xếp hạng Billboard Dance/Electronic Albums, đạt vị trí thứ 14.
| STT              | Nhan đề              | Thời lượng |
| ---------------- | -------------------- | ---------- |
| 1.               | "Ki"                 | 1:32       |
| 2.               | "Alpha"              | 10:03      |
| 3.               | "Dead Voxel"         | 4:56       |
| 4.               | "Blind Spots"        | 5:32       |
| 5.               | "Flake"              | 2:50       |
| 6.               | "Moog City 2"        | 3:00       |
| 7.               | "Concrete Halls"     | 4:14       |
| 8.               | "Biome Fest"         | 6:18       |
| 9.               | "Mutation"           | 3:05       |
| 10.              | "Haunt Muskie"       | 6:01       |
| 11.              | "Warmth"             | 3:59       |
| 12.              | "Floating Trees"     | 4:04       |
| 13.              | "Aria Math"          | 5:10       |
| 14.              | "Kyoto"              | 4:09       |
| 15.              | "Ballad of the Cats" | 4:35       |
| 16.              | "Taswell"            | 8:35       |
| 17.              | "Beginning 2"        | 2:56       |
| 18.              | "Dreiton"            | 8:17       |
| 19.              | "The End"            | 15:04      |
| 20.              | "Chirp"              | 3:06       |
| 21.              | "Wait"               | 3:54       |
| 22.              | "Mellohi"            | 1:38       |
| 23.              | "Stal"               | 2:32       |
| 24.              | "Strad"              | 3:08       |
| 25.              | "Eleven"             | 1:11       |
| 26.              | "Ward"               | 4:10       |
| 27.              | "Mall"               | 3:18       |
| 28.              | "Blocks"             | 5:43       |
| 29.              | "Far"                | 3:12       |
| 30.              | "Intro"              | 4:36       |
| Tổng thời lượng: | Tổng thời lượng:     | 140:48     |

| Side A | Side A        | Side A     |
| STT    | Nhan đề       | Thời lượng |
| ------ | ------------- | ---------- |
| 1.     | "Ki"          | 1:27       |
| 2.     | "Alpha"       | 9:49       |
| 3.     | "Blind Spots" | 5:28       |
| 4.     | "Mutation"    | 2:56       |

| Side B | Side B       | Side B     |
| STT    | Nhan đề      | Thời lượng |
| ------ | ------------ | ---------- |
| 1.     | "Biome Fest" | 6:09       |
| 2.     | "Aria Math"  | 5:09       |
| 3.     | "Taswell"    | 8:35       |

| Side C | Side C        | Side C     |
| STT    | Nhan đề       | Thời lượng |
| ------ | ------------- | ---------- |
| 1.     | "Beginning 2" | 2:48       |
| 2.     | "Moog City 2" | 2:52       |
| 3.     | "The End"     | 15:04      |

| Side D | Side D    | Side D     |
| STT    | Nhan đề   | Thời lượng |
| ------ | --------- | ---------- |
| 1.     | "Kyoto"   | 4:03       |
| 2.     | "Chirp"   | 3:03       |
| 3.     | "Mellohi" | 1:36       |
| 4.     | "Stal"    | 2:32       |
| 5.     | "Eleven"  | 1:05       |
| 6.     | "Far"     | 3:12       |
| 7.     | "Intro"   | 4:36       |

#### Album C418 thứ ba tiềm năng
Vào năm 2015, Rosenfeld đã gợi ý về một album thứ ba tiềm năng sắp ra mắt cho nhạc phim của Minecraft, nói rằng "Tôi sẽ vẫn làm việc trên Minecraft, vì vậy có thể sẽ có một album khác". Vào năm 2017, Rosenfeld xác nhận việc phát hành trong tương lai, tuyên bố rằng album "vẫn còn lâu mới hoàn thành".
Sau bản cập nhật "Update Aquatic" của năm 2018, ba bài hát mới đã được thêm vào trò chơi dưới dạng nhạc dưới nước. Các bài hát - "Dragon Fish", "Shuniji", "Axolotl" - được Rosenfeld phát hành lần lượt vào ngày 9 tháng 8, 10 tháng 11 và 12 tháng 12 năm 2018, trên Spotify dưới dạng đĩa đơn. Rosenfeld xác nhận trên Twitter rằng album thứ ba sẽ không có tên "Volume Gamma" và nó sẽ dài hơn hai album trước cộng lại (tổng cộng là hơn ba giờ 18 phút).
Vào ngày 8 tháng 1 năm 2021, Rosenfeld đã được hỏi trong một cuộc phỏng vấn với Anthony Fantano rằng liệu có còn tập ba của nhạc phim trong tác phẩm hay không. Rosenfeld trả lời rằng "Tôi có vài thứ—tôi coi như nó đã xong—nhưng mọi thứ trở nên phức tạp, đặc biệt là Minecraft hiện là một tài sản lớn nên tôi không biết nữa".

### Album của Gareth Coker

#### Minecraft: Battle & Tumble (Original Soundtrack)
| STT              | Nhan đề                                | Thời lượng |
| ---------------- | -------------------------------------- | ---------- |
| 1.               | "Toys on a Tear" (Shrunk)              | 2:30       |
| 2.               | "Dance of the Blocks" (Shrunk)         | 2:15       |
| 3.               | "Master Builder" (Shrunk)              | 2:35       |
| 4.               | "Double Time" (Tumble)                 | 1:14       |
| 5.               | "Nimbly Does It" (Tumble)              | 1:10       |
| 6.               | "Chop Chop" (Tumble)                   | 1:06       |
| 7.               | "Agile Accelerando" (Tumble)           | 1:11       |
| 8.               | "Lickety Split" (Tumble)               | 1:12       |
| 9.               | "Time is of the Essence" (Tumble)      | 1:04       |
| 10.              | "Swift Descent" (Tumble)               | 1:13       |
| 11.              | "Dashing on the Double" (Tumble)       | 1:07       |
| 12.              | "Pronto" (Tumble)                      | 1:00       |
| 13.              | "BreakneckBoogie" (Tumble)             | 1:09       |
| 14.              | "Hastilude" (Fantasy)                  | 3:47       |
| 15.              | "Crusaders" (Fantasy)                  | 3:38       |
| 16.              | "Born to Arms" (Fantasy)               | 2:12       |
| 17.              | "8-Bits, Pieces & Chunks" (City)       | 2:59       |
| 18.              | "Beat Around the Block" (City)         | 3:16       |
| 19.              | "From District to District" (City)     | 3:14       |
| 20.              | "Precincts at Night" (City)            | 3:03       |
| 21.              | "Industrial Quarter" (City)            | 3:38       |
| 22.              | "Clockwork Crafter" (Steampunk)        | 3:00       |
| 23.              | "Magnificent Machines" (Steampunk)     | 3:44       |
| 24.              | "Steaming Superstructures" (Steampunk) | 3:10       |
| 25.              | "Airship Adventurers" (Steampunk)      | 2:50       |
| 26.              | "Sunset Riders" (Frontier)             | 2:28       |
| 27.              | "The Outlaw" (Frontier)                | 2:52       |
| 28.              | "Desert Duel" (Frontier)               | 2:20       |
| 29.              | "Ghosts in the Tower" (Halloween)      | 2:31       |
| 30.              | "Warped World" (Halloween)             | 2:44       |
| 31.              | "Happy Halloween" (Halloween)          | 2:46       |
| 32.              | "Wondrous Workshop" (Festive)          | 2:45       |
| 33.              | "Crafter's Candy Canes" (Festive)      | 2:18       |
| 34.              | "Giftwrapped" (Festive)                | 2:36       |
| Tổng thời lượng: | Tổng thời lượng:                       | 80:37      |

#### Minecraft: Chinese Mythology (Original Soundtrack)
| STT              | Nhan đề                                       | Thời lượng |
| ---------------- | --------------------------------------------- | ---------- |
| 1.               | "Xuanzang"                                    | 3:43       |
| 2.               | "Chang'an - Perpetual Peace" (Overworld)      | 3:31       |
| 3.               | "Jinshan Temple" (Overworld)                  | 3:01       |
| 4.               | "Tianxi Mountains" (Overworld)                | 3:52       |
| 5.               | "Sun Wukong" (Battle)                         | 3:26       |
| 6.               | "White Dragon Horse" (Battle)                 | 2:25       |
| 7.               | "Hotan Ruins" (Nether)                        | 3:12       |
| 8.               | "Majishan Grotto" (Nether)                    | 3:12       |
| 9.               | "Mountains of Infinite Longevity" (Overworld) | 3:54       |
| 10.              | "Hanging Monastery" (Overworld)               | 3:51       |
| 11.              | "Zhu Baije" (Battle)                          | 3:31       |
| 12.              | "Sha Wujing" (Battle)                         | 3:19       |
| 13.              | "Terracotta Army" (The End)                   | 2:42       |
| 14.              | "Tsaparang" (Nether)                          | 3:13       |
| 15.              | "Kunlun Mountains" (Overworld)                | 2:37       |
| 16.              | "Mount Huaguo" (Overworld)                    | 2:56       |
| 17.              | "Danxia Rainbow Mountains" (Overworld)        | 2:40       |
| Tổng thời lượng: | Tổng thời lượng:                              | 55:05      |

#### Minecraft: Greek Mythology (Original Soundtrack)
| STT              | Nhan đề                                                | Thời lượng |
| ---------------- | ------------------------------------------------------ | ---------- |
| 1.               | "Seikilo's Epitaph" (feat. Aeralie Brighton)           | 3:09       |
| 2.               | "Demeter - God of Farming" (Overworld)                 | 3:32       |
| 3.               | "Artemis - Goddess of the Wilderness" (Nether)         | 2:51       |
| 4.               | "Lelantos - God of Moving Unseen" (Battle)             | 3:29       |
| 5.               | "Hades & Persephone - Gods of the Underworld" (Nether) | 3:25       |
| 6.               | "Apollo - God of Music and the Lyre" (Overworld)       | 2:56       |
| 7.               | "Zeus & Hera - King and Queen of the Gods" (Overworld) | 2:28       |
| 8.               | "Ares - God of War" (The End)                          | 2:23       |
| 9.               | "Poseidon - God of the Sea" (Overworld)                | 3:18       |
| 10.              | "Hermes - The Messenger God" (Overworld)               | 3:35       |
| 11.              | "Hephaestus - God of the Forge" (Nether)               | 2:42       |
| 12.              | "Homados - God of Battlenoise & Tumult" (Battle)       | 3:47       |
| 13.              | "Britomartis - Goddess of the Hunt" (Battle)           | 2:40       |
| 14.              | "Hestia - Goddess of the Hearth" (Overworld)           | 3:11       |
| 15.              | "Aphrodite - Goddess of Love" (Overworld)              | 4:08       |
| Tổng thời lượng: | Tổng thời lượng:                                       | 47:34      |

#### Minecraft: Norse Mythology (Original Soundtrack)
| STT              | Nhan đề                    | Thời lượng |
| ---------------- | -------------------------- | ---------- |
| 1.               | "Asgard" (Overworld)       | 3:36       |
| 2.               | "Jotrunheim" (Overworld)   | 2:57       |
| 3.               | "Midgard" (Overworld)      | 2:58       |
| 4.               | "Aegir and Ran" (Nether)   | 4:04       |
| 5.               | "Vanaheim" (Overworld)     | 3:39       |
| 6.               | "Alfheim" (Overworld)      | 3:07       |
| 7.               | "Valhalla" (Nether)        | 4:36       |
| 8.               | "Svartalfheim" (Overworld) | 2:42       |
| 9.               | "Muspelheim" (Overworld)   | 3:05       |
| 10.              | "Folkvangr" (Overworld)    | 3:15       |
| 11.              | "Hel" (Nether)             | 3:19       |
| 12.              | "Einherjar" (The End)      | 3:03       |
| Tổng thời lượng: | Tổng thời lượng:           | 40:21      |

#### Minecraft: Egyptian Mythology Soundtrack
| STT              | Nhan đề                             | Thời lượng |
| ---------------- | ----------------------------------- | ---------- |
| 1.               | "The Great Pyramids" (Overworld)    | 3:23       |
| 2.               | "Hathor" (Overworld)                | 3:35       |
| 3.               | "Hibis" (Overworld)                 | 3:35       |
| 4.               | "Journey Through the Duat" (Nether) | 3:30       |
| 5.               | "Shai" (Interlude)                  | 1:33       |
| 6.               | "Alexandria" (Overworld)            | 3:17       |
| 7.               | "Heliopolis" (Overworld)            | 3:05       |
| 8.               | "Temple of Isis" (Overworld)        | 2:57       |
| 9.               | "Judges of the Dead" (Nether)       | 3:56       |
| 10.              | "Renenutet & Meshkenet" (Interlude) | 1:29       |
| 11.              | "Abu Simbel" (Overworld)            | 3:16       |
| 12.              | "Memphis" (Overworld)               | 3:19       |
| 13.              | "Final Judgement" (Nether)          | 3:27       |
| 14.              | "Osiris" (The End)                  | 2:56       |
| Tổng thời lượng: | Tổng thời lượng:                    | 43:18      |

#### Minecraft: Glide Mini Game (Original Soundtrack)
| STT              | Nhan đề                              | Thời lượng |
| ---------------- | ------------------------------------ | ---------- |
| 1.               | "In the Flow" (Map 4)                | 2:06       |
| 2.               | "Flight of Fancy" (Map 3)            | 2:26       |
| 3.               | "Glide" (Map 1)                      | 2:11       |
| 4.               | "Departures" (Map 7)                 | 2:00       |
| 5.               | "Soothing Voyage" (Map 2)            | 2:05       |
| 6.               | "Tense Takeoff" (Map 6)              | 2:06       |
| 7.               | "Wonderful Wings" (Map 5)            | 2:04       |
| 8.               | "Shrunk Soaring" (Shrunk 1)          | 2:09       |
| 9.               | "Pacy Piloting" (Shrunk 3)           | 1:59       |
| 10.              | "Wicked Wings" (Shrunk 2)            | 2:00       |
| 11.              | "Velocity and Dynamism" (Body 2)     | 2:07       |
| 12.              | "Locomotion" (Body 1)                | 2:22       |
| 13.              | "Mobile Maneuvers" (Body 3)          | 2:05       |
| 14.              | "Progression and Passage" (Canyon 2) | 2:04       |
| 15.              | "Canyon Clearance" (Canyon 1)        | 2:17       |
| 16.              | "Roaming Wanderer" (Canyon 3)        | 2:04       |
| 17.              | "Icaria" (Icarus 2)                  | 2:10       |
| 18.              | "Wings of Daedalus" (Icarus 1)       | 1:58       |
| 19.              | "Aviation" (Excalibur 2)             | 2:05       |
| 20.              | "Excalibur Excursion" (Excalibur 1)  | 2:04       |
| 21.              | "Celtic Crossing" (Celtic 1)         | 2:20       |
| 22.              | "Tour of Tors" (Celtic 2)            | 2:11       |
| 23.              | "Yinglong" (Chinese Mythology 1)     | 2:02       |
| 24.              | "Pixiu" (Chinese Mythology 2)        | 1:56       |
| 25.              | "Tianma" (Chinese Mythology 3)       | 2:22       |
| Tổng thời lượng: | Tổng thời lượng:                     | 53:13      |

Ghi chú
- Ký hiệu bản nhạc, chẳng hạn như "Chinese Mythology 1", không tương quan với các album có tên tương tự, chẳng hạn như "Minecraft: Chinese Mythology (Original Soundtrack)".

### Album của Lena Raine

#### Minecraft: Nether Update (Original Game Soundtrack)
Một EP được sản xuất bởi Lena Raine có tựa đề Minecraft: Nether Update vào ngày 14 tháng 6 năm 2020. EP chứa năm bản nhạc được đưa vào bản cập nhật 1.16 của Minecraft. Mojang ban đầu yêu cầu Raine một bản nhạc phim demo dựa trên album trước của cô ấy, Oneknowing. Raine ban đầu cảm thấy sợ hãi vì điểm số của trò chơi được đánh giá cao. Raine được hưởng lợi từ việc trò chơi đã có thể truy cập và chơi thế giới Nether để lấy cảm hứng. Raine đã được cung cấp các bản nhạc lặp lại dài ba phút làm mẫu về những gì Nether sẽ cung cấp. Raine đã sử dụng các bản nhạc để truyền cảm hứng hơn nữa cho quá trình sáng tác của các bài hát và định làm cho nó nghe như thể bài hát đang nổi lên từ các bản nhạc xung quanh. Raine lưu ý rằng một trong những nhạc cụ chính được sử dụng cho âm nhạc của Minecraft là đàn piano và thử thách bản thân sử dụng đàn piano và sửa đổi âm thanh để làm cho nó giống hoàn toàn.
| STT              | Nhan đề                | Thời lượng |
| ---------------- | ---------------------- | ---------- |
| 1.               | "Chrysopoeia"          | 5:03       |
| 2.               | "Rubedo"               | 5:12       |
| 3.               | "So Below"             | 5:19       |
| 4.               | "Pigstep" (Mono Mix)   | 2:28       |
| 5.               | "Pigstep" (Stereo Mix) | 2:28       |
| Tổng thời lượng: | Tổng thời lượng:       | 20:32      |

#### Minecraft: Caves & Cliffs (Original Game Soundtrack)
Vào ngày 20 tháng 10 năm 2021, bản phát hành chính thức thứ tư của nhạc nền Minecraft đã được phát hành, với các bài hát được viết và sản xuất bởi Lena Raine và Tanioka Kumi, một nhạc sĩ người Nhật Bản nổi tiếng với việc làm việc trong Final Fantasy: Crystal Chronicles và Hyrule Warriors: Age of Calamity. Album chứa mười bài hát đã được giới thiệu trong bản cập nhật Minecraft 1.18 và "Otheride", do Raine sáng tác, là một đĩa nhạc trong trò chơi mới.
| Các bản nhạc 1–7 của Lena Raine và 8–10 của Tanioka Kumi | Các bản nhạc 1–7 của Lena Raine và 8–10 của Tanioka Kumi | Các bản nhạc 1–7 của Lena Raine và 8–10 của Tanioka Kumi |
| STT                                                      | Nhan đề                                                  | Thời lượng                                               |
| -------------------------------------------------------- | -------------------------------------------------------- | -------------------------------------------------------- |
| 1.                                                       | "Stand Tall"                                             | 5:08                                                     |
| 2.                                                       | "Left to Bloom"                                          | 5:42                                                     |
| 3.                                                       | "Ancestry"                                               | 5:43                                                     |
| 4.                                                       | "Wending"                                                | 5:14                                                     |
| 5.                                                       | "Infinite Amethyst"                                      | 4:31                                                     |
| 6.                                                       | "One More Day"                                           | 4:38                                                     |
| 7.                                                       | "Otherside"                                              | 3:15                                                     |
| 8.                                                       | "Floating Dream"                                         | 3:25                                                     |
| 9.                                                       | "Comforting Memories"                                    | 4:35                                                     |
| 10.                                                      | "An Ordinary Day"                                        | 5:31                                                     |
| Tổng thời lượng:                                         | Tổng thời lượng:                                         | 47:46                                                    |

Ghi chú
- "Otheride" được viết cách điệu bằng tất cả chữ thường trên hầu hết các dịch vụ phát trực tuyến và trong trò chơi.

#### Minecraft:The Wild Update (Original Game Soundtrack)
Vào ngày 20 tháng 4 năm 2022, bản phát hành chính thức thứ năm của nhạc phim Minecraft đã được phát hành, với các bài hát do Lena Raine và Samuel Åberg viết và sản xuất. EP chứa bốn bản nhạc sẽ được giới thiệu trong bản cập nhật Minecraft 1.19 sắp tới.
| Các bản nhạc 1–3 của Lena Raine và 4 của Samuel Åberg | Các bản nhạc 1–3 của Lena Raine và 4 của Samuel Åberg | Các bản nhạc 1–3 của Lena Raine và 4 của Samuel Åberg |
| STT                                                   | Nhan đề                                               | Thời lượng                                            |
| ----------------------------------------------------- | ----------------------------------------------------- | ----------------------------------------------------- |
| 1.                                                    | "Firebugs"                                            | 5:12                                                  |
| 2.                                                    | "Aerie"                                               | 4:56                                                  |
| 3.                                                    | "Labyrinthine"                                        | 5:24                                                  |
| 4.                                                    | "Five"                                                | 2:58                                                  |
| Tổng thời lượng:                                      | Tổng thời lượng:                                      | 18:32                                                 |

### Minecraft: Trails & Tales
Minecraft: Trails & Tales là một album nhạc nền được phát hành vào ngày 26 tháng 4 năm 2023, bao gồm năm bản nhạc mới do Aaron Cherof sáng tác. Album phản ánh những cuộc phiêu lưu và câu chuyện mới được thêm vào trò chơi trong bản cập nhật "Trails & Tales".
| STT              | Nhan đề            | Thời lượng |
| ---------------- | ------------------ | ---------- |
| 1.               | "Echo in the Wind" | 4:56       |
| 2.               | "A Familiar Room"  | 4:01       |
| 3.               | "Bromeliad"        | 5:12       |
| 4.               | "Crescent Dunes"   | 4:08       |
| 5.               | "Relic"            | 3:38       |
| Tổng thời lượng: | Tổng thời lượng:   | 21:56      |

### Minecraft: Tricky Trials
Minecraft: Tricky Trials là một album nhạc nền được phát hành vào ngày 26 tháng 4 năm 2024, bao gồm các bản nhạc mới do Aaron Cherof, Kumi Tanioka và Lena Raine sáng tác cho bản cập nhật "Tricky Trials" của trò chơi. Đây là lần đầu tiên ba nhà soạn nhạc cùng hợp tác trong một album nhạc nền cho Minecraft.
| Các bản nhạc 1–3, 12 bởi Aaron Cherof; 4–6 bởi Kumi Tanioka; 7–11 bởi Lena Raine | Các bản nhạc 1–3, 12 bởi Aaron Cherof; 4–6 bởi Kumi Tanioka; 7–11 bởi Lena Raine | Các bản nhạc 1–3, 12 bởi Aaron Cherof; 4–6 bởi Kumi Tanioka; 7–11 bởi Lena Raine |
| STT                                                                              | Nhan đề                                                                          | Thời lượng                                                                       |
| -------------------------------------------------------------------------------- | -------------------------------------------------------------------------------- | -------------------------------------------------------------------------------- |
| 1.                                                                               | "Featherfall"                                                                    | 5:44                                                                             |
| 2.                                                                               | "Watcher"                                                                        | 5:32                                                                             |
| 3.                                                                               | "Puzzlebox"                                                                      | 4:59                                                                             |
| 4.                                                                               | "Komorebi"                                                                       | 4:47                                                                             |
| 5.                                                                               | "Pokopoko"                                                                       | 5:04                                                                             |
| 6.                                                                               | "Yakusoku"                                                                       | 4:31                                                                             |
| 7.                                                                               | "Deeper"                                                                         | 5:03                                                                             |
| 8.                                                                               | "Eld Unknown"                                                                    | 4:56                                                                             |
| 9.                                                                               | "Endless"                                                                        | 6:42                                                                             |
| 10.                                                                              | "Creator"                                                                        | 2:57                                                                             |
| 11.                                                                              | "Creator (Music Box Version)"                                                    | 1:14                                                                             |
| 12.                                                                              | "Precipice"                                                                      | 4:59                                                                             |
| Tổng thời lượng:                                                                 | Tổng thời lượng:                                                                 | 56:32                                                                            |

## Danh sách đĩa nhạc
Minecraft - Volume Alpha và Beta lần đầu tiên được phát hành trên tài khoản Bandcamp của Rosenfeld, sau đó được phát hành trên các dịch vụ tải xuống và phát trực tuyến kỹ thuật số khác. Vào ngày 21 tháng 8 năm 2015, một bản phát hành vật lý của Alpha, bao gồm CD và vinyl, được phát hành bởi Ghostly International. Minecraft - Volume Beta được phát hành vật lý vào năm 2020.
| Album                                             | Ngày                 | Định dạng                       | Nhãn                    | Ref.   |
| ------------------------------------------------- | -------------------- | ------------------------------- | ----------------------- | ------ |
| Minecraft – Volume Alpha                          | 4 tháng 3 năm 2011   | Digital download                | None (tự phát hành)     | [ 11 ] |
| Minecraft – Volume Alpha                          | 4 tháng 3 năm 2011   | Streaming                       | None (tự phát hành)     | [ 24 ] |
| Minecraft – Volume Alpha                          | 21 tháng 8 năm 2015  | CD                              | Ghostly International   | [ 45 ] |
| Minecraft – Volume Alpha                          | 21 tháng 8 năm 2015  | Vinyl (standard)                | Ghostly International   | [ 45 ] |
| Minecraft – Volume Alpha                          | 21 tháng 8 năm 2015  | Vinyl (green)                   | Ghostly International   | [ 45 ] |
| Minecraft – Volume Beta                           | 9 tháng 11 năm 2013  | Digital download                | None (tự phát hành)     | [ 25 ] |
| Minecraft – Volume Beta                           | 9 tháng 11 năm 2013  | Streaming                       | None (tự phát hành)     | [ 46 ] |
| Minecraft – Volume Beta                           | 14 tháng 8 năm 2020  | CD                              | Ghostly International   | [ 47 ] |
| Minecraft – Volume Beta                           | 14 tháng 8 năm 2020  | Vinyl (standard)                | Ghostly International   | [ 47 ] |
| Minecraft – Volume Beta                           | 14 tháng 8 năm 2020  | Vinyl (multiple color editions) | Ghostly International   | [ 47 ] |
| Minecraft: Nether Update (Original Soundtrack)    | 14 tháng 6 năm 2020  | Digital download                | Microsoft Studios Music | [ 48 ] |
| Minecraft: Nether Update (Original Soundtrack)    | 14 tháng 6 năm 2020  | Streaming                       | Microsoft Studios Music | [ 48 ] |
| Minecraft: Caves & Cliffs (Original Soundtrack)   | 20 tháng 10 năm 2021 | Digital download                | Microsoft Studios Music | [ 49 ] |
| Minecraft: Caves & Cliffs (Original Soundtrack)   | 20 tháng 10 năm 2021 | Streaming                       | Microsoft Studios Music | [ 49 ] |
| Minecraft: Wild Update (Original Game Soundtrack) | 20 tháng 4, 2022     | Digital download                | Microsoft Studios Music | [ 50 ] |
| Minecraft: Wild Update (Original Game Soundtrack) | 20 tháng 4, 2022     | Streaming                       | Microsoft Studios Music | [ 50 ] |

## Thu nhận
Bố cục tối giản và u sầu của nhạc phim đã được các nhà phê bình khen ngợi. Về chủ đề tối giản của âm nhạc, Rosenfeld đã tuyên bố rằng điều đó là "không thể tránh khỏi", vì "Minecraft có một động cơ âm thanh khủng khiếp". Phong cách âm nhạc ambient của nhạc phim đã được so sánh với các tác phẩm của Brian Eno, Erik Satie, Aphex Twin và Vangelis. Vào năm 2018, The Boar mô tả sáng tác của nhạc phim là "nỗi nhớ ở dạng thuần khiết nhất".

### Bảng xếp hạng

#### Minecraft – Volume Alpha
| Bảng xếp hạng (2021)                          | Thứ hạng |
| --------------------------------------------- | -------- |
| Album Hoa Kỳ Top Dance/Electronic (Billboard) | 18       |

#### Minecraft – Volume Beta
| Bảng xếp hạng (2013)                          | Thứ hạng |
| --------------------------------------------- | -------- |
| Album Hoa Kỳ Top Dance/Electronic (Billboard) | 14       |